# 光刻胶

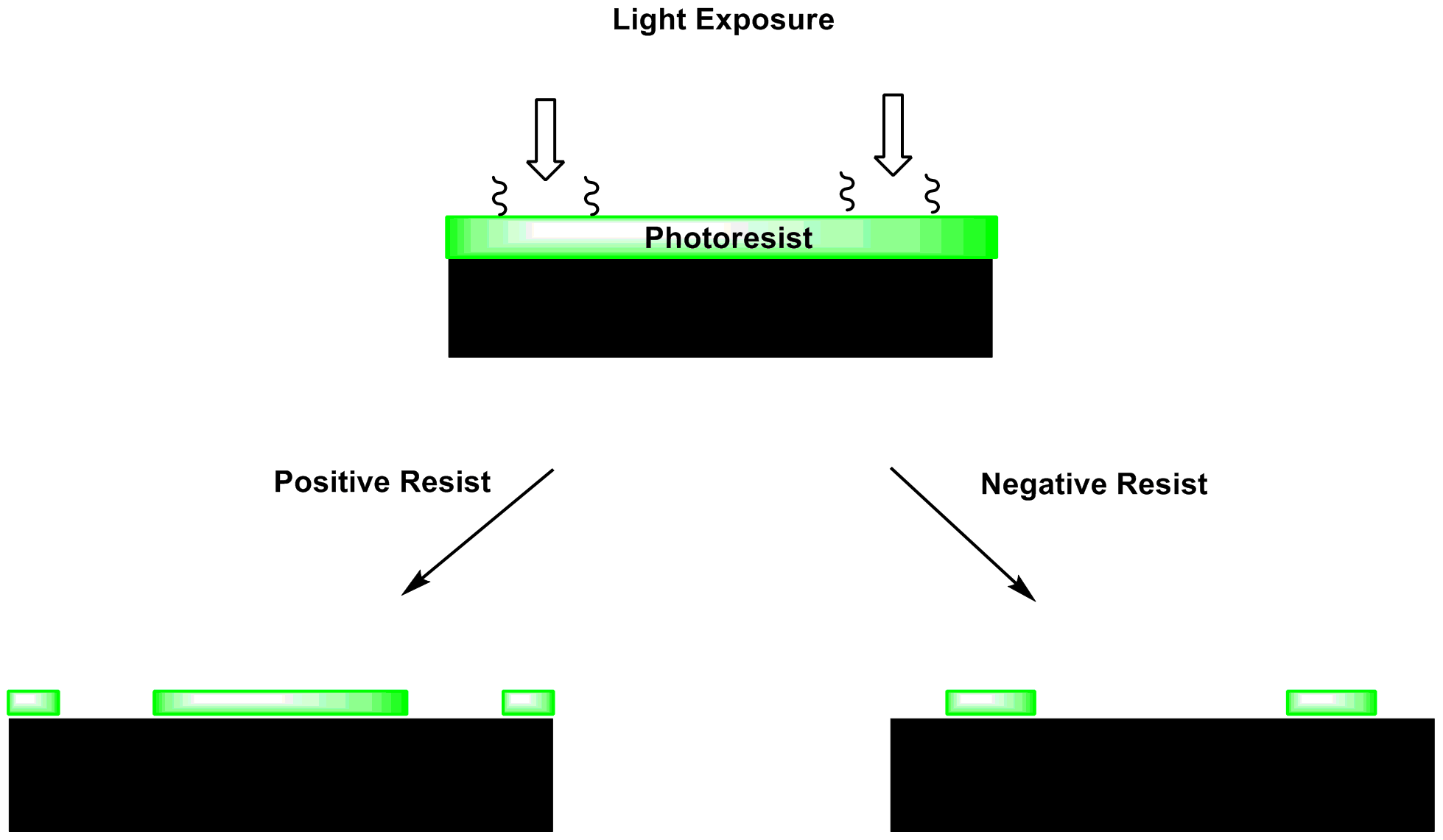
正性與負性光阻劑的示意圖

，亦稱為光阻，是指經過紫外光、深紫外光、电子束、离子束、X射线等光照或辐射後，溶解度发生变化的耐蚀刻薄膜材料，是光刻工艺中的关键材料，主要应用于積體电路和離散元件的细微图形加工。

## 光刻的類別
光刻根据在显影过程中曝光区域的去除或保留可分为兩種－正性光刻胶（positive photoresist）和负性光刻胶（negative photoresist）。
- 正性光阻劑之曝光部分发生光化学反应會溶於顯影液，而未曝光部份不溶于显影液，仍然保留在衬底上，将与掩膜上相同的图形复制到衬底上。
- 负性光阻劑之曝光部分因交联固化而不溶于顯影液，而未曝光部分溶於顯影液，将与掩膜上相反的图形复制到衬底上。

## 光阻劑组分
光阻劑通常使用在紫外光波段或更小的波長(小於400纳米)进行曝光。根据使用的不同波长的曝光光源，如KrF（248nm），ArF（193nm）和EUV（13.5nm），相应的光阻劑组分也会有一定的变化。如248nm光阻劑常用聚对羟基苯乙烯及其衍生物为光刻胶主体材料，193nm光刻胶为聚酯环族丙烯酸酯及其共聚物，EUV光刻胶常用聚酯衍生物和分子玻璃单组分材料等为主体材料。除主体材料外，光刻胶一般还会添加光阻劑溶剂，光致产酸剂，交联剂或其他添加剂等。

## 化学放大光刻胶
20世纪80年代初，基于化学放大概念的光刻过程大大加快了光刻技术的发展。化学放大是指在紫外光的作用下，通过光致产酸剂（Photoacid generator，PAG）的分解产生强酸，在热作用下扩散并将光刻胶主体材料中对酸敏感的部分分解为碱可溶的基团，并在显影液中根据溶解度的差异将部分主体材料溶解，从而获得正像或负像图案。

### 光致产酸剂
光致产酸剂分为离子型和非离子型两类。离子型PAG常由二芳基碘鎓盐或三芳基硫鎓盐组成，非离子型PAG最常见的是硝基苄基酯或磺酸酯类化合物。通常离子型PAG溶解性较非离子型差；非离子型通过在分子结构的特定位置引入合适的位阻基团可以显著地提高热稳定性，而其对光敏感性较差，与离子型相比需要更大的光强和更长的曝光时间。

## DNQ-Novolac 光阻劑
一種常與水銀燈產生的I, G and H-lines一起使用，由重氮萘醌(DNQ)與酚醛樹脂所混合的正光阻。

## 另見
- 光聚合物
- 2019年日韓貿易戰